# Giacinto Viola
Giacinto Viola (né à Carignan le 21 mars 1870 – mort à Paderno Ponchielli le 27 décembre 1943) est un médecin italien qui s'est consacré à la physiologie humaine. Il fut le chef de file de l'école italienne de caractérologie, fondée sur la notion de « biotype », c'est-à-dire le regroupement d'individus présentant les mêmes dominantes bio-psychologiques (déterminations embryologiques, caractéristiques morpho-psychologiques, etc.). Reprenant les hypothèses sur l'« homme moyen » utilisées par Quetelet dans ses études de physique sociale,, il s'attacha à formuler une biotypologie humaine.

## Repères biographiques
Élève d'Augusto Murri, nommé successivement professeur ordinaire de pathologie à l'Université de Messine (1909), professeur de l'Université de Palerme (1910), il obtient la chaire de médecine clinique et de Symptomatologie de l'Université de Bologne en 1920, qu'il conservera jusqu'à sa  mort. Il exerce la charge de président de la Faculté de Médicine de 1923 à 1929.
Nommé au Conseil national de l’instruction publique en 1923, il devient sénateur en 1929. En 1939, il démissionne du Conseil de l'Instruction Publique et se retire à Milan, puis en 1943 dans le bourg de Paderno Cremonese pour fuir les bombardements de Milan, où il s'éteint à l'âge de 73 ans. Il est inhumé dans la salle de la Pietà de la Chartreuse de Bologne, en reconnaissance de son rayonnement en médecine clinique.

## Doctrine
Selon Giacinto Viola, le biotype désigne un groupe d'êtres vivants génétiquement homogène (génotype commun), partageant les mêmes caractéristiques morphologiques et physiologiques. Désireux de fonder sa classifications des types humains sur des mesures anthropométriques du squelette, et s'appuyant sur l'hypothèse de feuillet embryonnaire de C.-H. von Pander, il en vient à distinguer trois biotypes fondamentaux :
- le « normotype » (ou normoligne, mésomorphe), où la longueur des membres est proportionnée à celle du tronc,
- le « longitype » (ou longiligne, ectomorphe), où la longueur des membres prévaut sur celle du tronc,
- le « brachitype » (ou bréviligne, endomorphe), où le développement du tronc prévaut sur celui des membres.

En ethnologie, le biotype décrit les phénotypes reconnaissables chez certaines ethnies (par exemple le biotype méditerranéen, le biotype asiatique).